# Llista de topònims de Salomó
Llista de topònims (noms propis de lloc) del municipi de Salomó, al Tarragonès
Informació actualitzada per un bot. Els canvis manuals es perdran quan s'actualitzi!

## cabana
| imatge | Nom                     | Ubicat a | instància de | Detalls | coordenades                                                         | Protecció | Commons (més fotos)     | Dades a WD                    |
| ------ | ----------------------- | -------- | ------------ | ------- | ------------------------------------------------------------------- | --------- | ----------------------- | ----------------------------- |
|        | corral de les Solanes   | Salomó   | cabana       |         | 41° 14′ 11″ N, 1° 20′ 31″ E / 41.2364463453276°N,1.34183794446114°E |           |                         | Modifica les dades a Wikidata |
|        | pallissa de la Cometa   | Salomó   | cabana       |         | 41° 13′ 59″ N, 1° 23′ 17″ E / 41.2331122831973°N,1.38803894824413°E |           | Pallissa de la Cometa   | Modifica les dades a Wikidata |
|        | pallissa del Pau Ferrer | Salomó   | cabana       |         | 41° 14′ 32″ N, 1° 21′ 14″ E / 41.2421938339109°N,1.35381709375041°E |           | Pallissa del Pau Ferrer | Modifica les dades a Wikidata |

## cova
| imatge | Nom                 | Ubicat a | instància de | Detalls | coordenades | Protecció                                  | Commons (més fotos) | Dades a WD                    |
| ------ | ------------------- | -------- | ------------ | ------- | --- | ------------------------------------------ | ------------------- | ----------------------------- |
|        | cova dels Vergerars | Salomó   | cova         |         | 41° 13′ 53″ N, 1° 20′ 34″ E / 41.2315134036036°N,1.34267852183105°E ca:Equidista uns 3 km de Vilabella i Salomó, pobles dels quals . Al paratge dels Vergerars. | bé integrant del patrimoni cultural català |                     | Modifica les dades a Wikidata |
|        | coves del Cinto     | Salomó   | cova         |         | 41° 14′ 21″ N, 1° 22′ 56″ E / 41.2392349085395°N,1.38208904054581°E                                                                                             |                                            |                     | Modifica les dades a Wikidata |

## granja
| imatge | Nom                 | Ubicat a | instància de | Detalls | coordenades                                                         | Protecció | Commons (més fotos) | Dades a WD                    |
| ------ | ------------------- | -------- | ------------ | ------- | ------------------------------------------------------------------- | --------- | ------------------- | ----------------------------- |
|        | Granges del Quico   | Salomó   | granja       |         | 41° 13′ 34″ N, 1° 22′ 38″ E / 41.2262155953122°N,1.3773514931404°E  |           |                     | Modifica les dades a Wikidata |
|        | Granja de Cal David | Salomó   | granja       |         | 41° 14′ 00″ N, 1° 22′ 37″ E / 41.2332465759387°N,1.37708214422739°E |           |                     | Modifica les dades a Wikidata |
|        | Granja de Cal Groc  | Salomó   | granja       |         | 41° 13′ 52″ N, 1° 22′ 38″ E / 41.2312324813287°N,1.37733480339942°E |           |                     | Modifica les dades a Wikidata |

## masia
| imatge | Nom                | Ubicat a | instància de | Detalls | coordenades                                                                                           | Protecció | Commons (més fotos) | Dades a WD                    |
| ------ | ------------------ | -------- | ------------ | ------- | --- | --------- | ------------------- | ----------------------------- |
|        | Mas Boronat        | Salomó   | masia        |         | 41° 13′ 48″ N, 1° 23′ 41″ E / 41.2301244748593°N,1.39467460479628°E ca:Carretera de Bonastre 219 msnm |           | Mas Boronat         | Modifica les dades a Wikidata |
|        | Mas de la Costa    | Salomó   | masia        |         | 41° 13′ 35″ N, 1° 20′ 53″ E / 41.2264467956984°N,1.34800826116845°E                                   |           |                     | Modifica les dades a Wikidata |
|        | Masia Nova         | Salomó   | masia        |         | 41° 14′ 00″ N, 1° 22′ 44″ E / 41.2332801175021°N,1.37882337542392°E                                   |           | Masia Nova (Salomó) | Modifica les dades a Wikidata |
|        | Masia del Carull   | Salomó   | masia        |         | 41° 14′ 22″ N, 1° 23′ 06″ E / 41.2395825944523°N,1.38503986687869°E                                   |           | Masia del Carull    | Modifica les dades a Wikidata |
|        | Masia del Figueres | Salomó   | masia        |         | 41° 14′ 15″ N, 1° 21′ 39″ E / 41.2375201913751°N,1.3608434151006°E                                    |           | Masia del Figueres  | Modifica les dades a Wikidata |
|        | Masia del Gassó    | Salomó   | masia        |         | 41° 13′ 53″ N, 1° 23′ 12″ E / 41.23152222°N,1.38661667°E                                              |           | Masia del Gassó     | Modifica les dades a Wikidata |
|        | el Felip           | Salomó   | masia        |         | 41° 14′ 11″ N, 1° 21′ 29″ E / 41.236393936706°N,1.3581279096637°E                                     |           | El Felip            | Modifica les dades a Wikidata |
|        | la Polla-rossa     | Salomó   | masia        |         | 41° 14′ 37″ N, 1° 21′ 33″ E / 41.243614201959°N,1.3591405154934°E ca:Camí de Montferri 248 msnm       |           | La Polla-rossa      | Modifica les dades a Wikidata |

## molí d'aigua
| imatge | Nom               | Ubicat a | instància de | Detalls                     | coordenades                                                                      | Protecció                                  | Commons (més fotos) | Dades a WD                    |
| ------ | ----------------- | -------- | ------------ | --------------------------- | -------------------------------------------------------------------------------- | ------------------------------------------ | ------------------- | ----------------------------- |
|        | Molí del Mig I    | Salomó   | molí d'aigua | Estil: arquitectura popular | 41° 14′ 27″ N, 1° 20′ 52″ E / 41.24093°N,1.347899°E ca:partida de la Polla Rossa | bé integrant del patrimoni cultural català | Molí del Mig I      | Modifica les dades a Wikidata |
|        | Molí del Mig II   | Salomó   | molí d'aigua | Estil: arquitectura popular |                                                                                  | bé integrant del patrimoni cultural català |                     | Modifica les dades a Wikidata |
|        | Molí del Rònec    | Salomó   | molí d'aigua | Estil: arquitectura popular |                                                                                  | bé integrant del patrimoni cultural català |                     | Modifica les dades a Wikidata |
|        | Molí del Rònec II | Salomó   | molí d'aigua | Estil: arquitectura popular | 41° 14′ 17″ N, 1° 20′ 29″ E / 41.23793°N,1.34142°E ca:partida de les Solanes     | bé integrant del patrimoni cultural català | Molí del Rònec II   | Modifica les dades a Wikidata |

## Misc
| imatge | Nom                            | Ubicat a                             | instància de                                   | Detalls                                                      | coordenades                                                                                              | Protecció                                  | Commons (més fotos)            | Dades a WD                    |
| ------ | ------------------------------ | ------------------------------------ | ---------------------------------------------- | ------------------------------------------------------------ | --- | ------------------------------------------ | ------------------------------ | ----------------------------- |
|        | Cal Cardenal                   | Salomó                               | casa                                           | Estil: arquitectura barroca 16th century                     | 41° 13′ 47″ N, 1° 22′ 25″ E / 41.2298°N,1.373715°E ca:Carrer de Josep Nin 159 msnm                       | bé cultural d'interès local                | Cal Cardenal (Salomó)          | Modifica les dades a Wikidata |
|        | Cases Consistorials de Salomó  | Salomó                               | casa consistorial                              | Arquitecte: Cèsar Martinell i Brunet Estil: noucentisme 1926 | 41° 13′ 44″ N, 1° 22′ 29″ E / 41.229007°N,1.374852°E ca:Av. Catalunya, 2-6 162 msnm                      | bé cultural d'interès local                | Cases Consistorials de Salomó  | Modifica les dades a Wikidata |
|        | Cisterna de la Coma del Sordet | Salomó                               | cisterna                                       | Estil: arquitectura popular 20th century                     | 41° 13′ 44″ N, 1° 21′ 53″ E / 41.228814°N,1.364697°E 167 msnm                                            | bé integrant del patrimoni cultural català | Cisterna de la Coma del Sordet | Modifica les dades a Wikidata |
|        | Estació de Salomó              | Salomó                               | estació de ferrocarril                         |                                                              | 41° 13′ 24″ N, 1° 22′ 35″ E / 41.2234°N,1.3762972222222°E                                                |                                            | Estació de Salomó              | Modifica les dades a Wikidata |
|        | Mas Boronat                    | Salomó                               | nucli de població                              |                                                              | 41° 13′ 47″ N, 1° 23′ 47″ E / 41.229728628974°N,1.3964744348764°E                                        |                                            | Mas Boronat                    | Modifica les dades a Wikidata |
|        | Nucli històric de Salomó       | Salomó                               | centre històric                                |                                                              | 41° 13′ 48″ N, 1° 22′ 26″ E / 41.23°N,1.374°E ca:C. Major i voltants 163 msnm                            | bé cultural d'interès local                | Nucli històric de Salomó       | Modifica les dades a Wikidata |
|        | Salomó                         | Salomó                               | entitat singular de població capital municipal | 530 hab                                                      | 41° 13′ 46″ N, 1° 22′ 28″ E / 41.22955°N,1.37445°E 162 msnm                                              |                                            |                                | Modifica les dades a Wikidata |
|        | Santa Maria de Salomó          | Salomó                               | església                                       | Estil: arquitectura romànica arquitectura barroca            | 41° 13′ 46″ N, 1° 22′ 29″ E / 41.229326°N,1.374702°E 164 msnm                                            | bé cultural d'interès local                | Santa Maria de Salomó          | Modifica les dades a Wikidata |
|        | Torre del Mas d'en Gosch       | Salomó                               | barraca de vinya                               | Estil: arquitectura popular 19th century                     | 41° 13′ 44″ N, 1° 23′ 50″ E / 41.228755°N,1.397198°E ca:Al sud-est del Mas Boronat 242 msnm              | bé integrant del patrimoni cultural català | Torre de Mas Boronat           | Modifica les dades a Wikidata |
|        | creu de terme de Salomó        | Salomó                               | creu de terme                                  | 20th century                                                 | 41° 13′ 37″ N, 1° 22′ 28″ E / 41.226967°N,1.374516°E ca:Pg. de l'Estació - c. Sant Francesc 164 msnm     | bé integrant del patrimoni cultural català | Creu de terme de Salomó        | Modifica les dades a Wikidata |
|        | el Pujol                       | Salomó                               | muntanya                                       |                                                              | 41° 14′ 11″ N, 1° 23′ 29″ E / 41.23633333°N,1.39125°E 263 msnm                                           |                                            | El Pujol (Salomó)              | Modifica les dades a Wikidata |
|        | els Set Ponts                  | Salomó                               | pont                                           | Travessa: riu Gaià Hi passa: línia Barcelona-Vilanova-Valls  | 41° 14′ 14″ N, 1° 20′ 50″ E / 41.2372547541156°N,1.34731844698237°E                                      |                                            | Els Set Ponts                  | Modifica les dades a Wikidata |
|        | riu Gaià                       | Conca de Barberà Alt Camp Tarragonès | curs d'aigua                                   | Desemboca: mar Mediterrània Llarg: 59km Conca: 423.8km²      | 41° 31′ 55″ N, 1° 23′ 15″ E / 41.531903°N,1.38742°E 41° 07′ 53″ N, 1° 22′ 03″ E / 41.131362°N,1.367462°E |                                            | Gaià River                     | Modifica les dades a Wikidata |